# Sambyeolcho
Sambyeolcho – trzy elitarne jednostki wojskowe z okresu dynastii Goryeo, przypadającego w historii Korei na lata 918-1392. Zgrupowanie powstało w czasie, gdy wobec słabości monarchów władzę wojskową w królestwie sprawował klan rodziny Choe (kor. 최씨, hancha 崔氏). Oddziały Sambyeolcho wywodzą się z jednostek Yabyeolcho (kor. 야별초, hancha 夜別抄), powołanych do ochrony królestwa przed grabieżcami, oraz do zapewnienia bezpieczeństwa mieszkańcom stolicy w nocy. Sambyeolcho zostały rozwiązane po tym, jak wojskowy reżim rodziny Choe upadł.

## Historia powstania oddziałów
Gdy do Yabyeolcho włączono nowych żołnierzy, jednostka została podzielona na dwa mniejsze zgrupowania – Jwabyeolcho (kor. 좌별초, hancha 左別抄) oraz Ubyeolcho (kor. 우별초, hancha 右別抄). Gdy znaczna część żołnierzy z tych oddziałów została pojmana przez Mongołów lub uciekła przez mongolskim najazdem, z pozostałych sił utworzono Sin-euigun (kor. 신의군, hancha 神義軍). Wszystkie te trzy jednostki nosiły zbiorczą nazwę Sambyeolcho.
Oddziały Sambyeolcho pełniły funkcje zarówno wojskowe, jak i policyjne, jednak przede wszystkim stanowiły prywatną armię rodziny Choe, dowodzoną przez jednego z jej członków, Choe U (znanego także jako Choe Woo). Wraz z inną, dużą armią prywatną, wojskiem Dobang (kor. 도방, hancha 都房), Sambyeolcho stanowiły oddziały o wiele silniejsze od wojsk królewskich i zdolne dokonać wojskowego zamachu stanu. Gdy dwór króla Wonjonga uznał zwierzchnictwo Mongołów, jednostki istotnie wszczęły regularny bunt.